# Bunești, Cluj

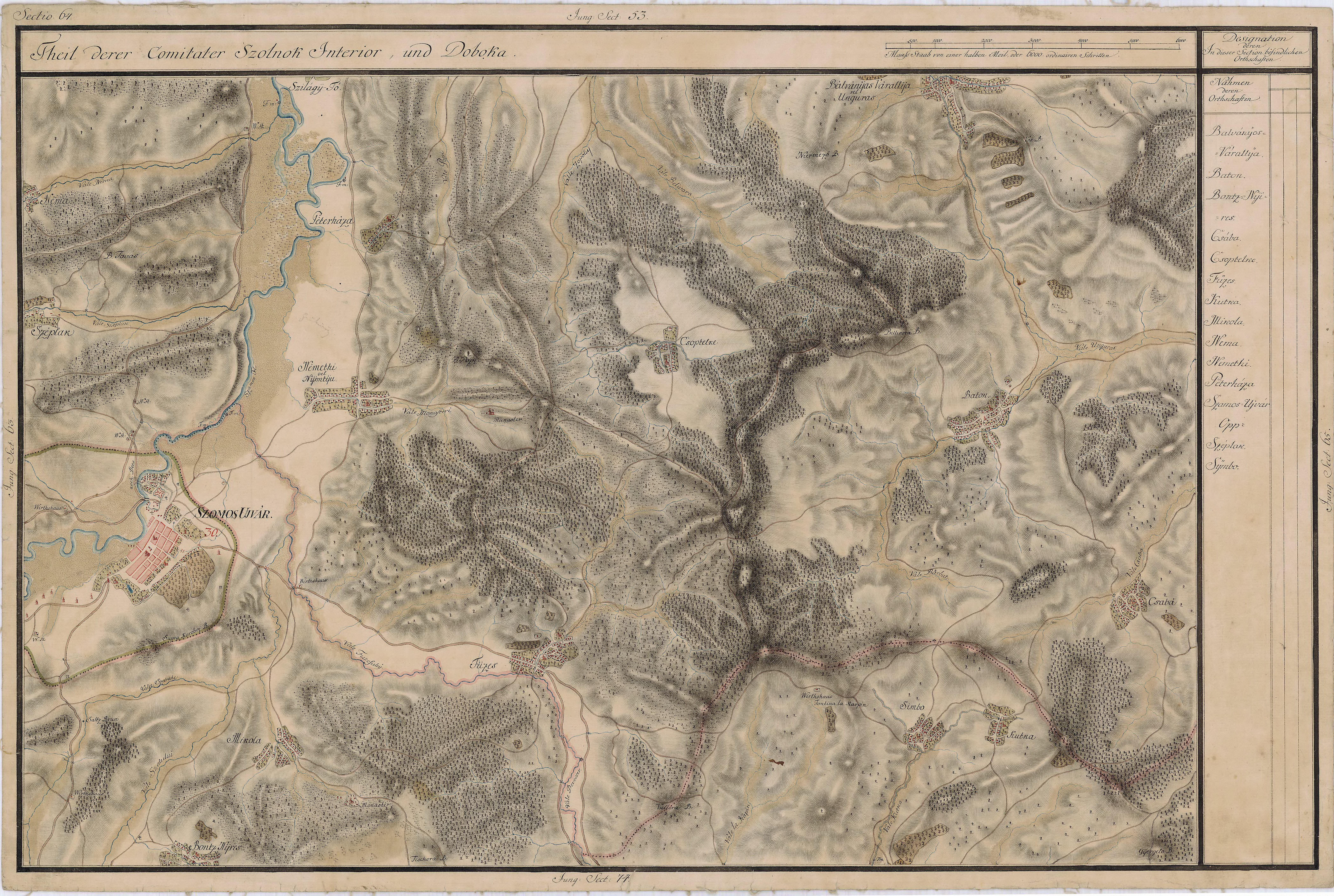
Bunești pe Harta Iosefină a Transilvaniei, 1769-1773

Bunești (în maghiară Széplak) este un sat în comuna Mintiu Gherlii din județul Cluj, Transilvania, România.

## Istoric
În proxima vecinătate, terenul pe care în care în trecut a existat un sat cu numele Sângeorz (în maghiară Viziszentgyörgy, în germană St.Georgen), atestat din anul 1334, din secolul al XVII-lea depopulat.

## Date geografice
Pe teritoriul acestei localități se găsesc izvoare sărate, saramura fiind întrebuințată din vechi timpuri de către localnici. 